# Dictatură
Dictatura este o formă de guvernământ și este caracterizată de un lider sau un grup de lideri care dețin puteri guvernamentale cu puține limitări. Într-o dictatură, politica este controlată de un dictator și este exercitată de un cerc interior de elite care include consilieri, generali și alți oficiali de rang înalt. Dictatorul menține controlul influențând cercul interior și reprimând orice opoziție, care poate include partide politice rivale, sau membri neloiali din cercului interior al dictatorului. Dictaturile pot fi formate printr-o lovitură de stat militară care răstoarnă guvernul anterior prin forță. Dictaturile sunt autoritare sau totalitare și pot fi clasificate ca dictaturi militare, dictaturi personaliste sau monarhii absolute.
Folosirea termenului „dictatură” a apărut prima oară în Republica Romană, referindu-se la „acordarea temporară a puterii absolute unui lider pentru a face față unei situații de urgență”. Primele dictaturi militare s-au dezvoltat în epoca post-clasică, în special în Japonia din era Shogun și în Anglia sub Cromwell. Dictaturile moderne s-au dezvoltat pentru prima dată în secolul al XIX-lea. Secolul al XX-lea este cunoscut pentru ascensiunea dictaturilor fasciste și comuniste în Europa. Fascismul a fost eradicat după cel de-al Doilea Război Mondial în 1945, în timp ce comunismul s-a răspândit pe alte continente, acesta fiind relevant până la sfârșitul Războiului Rece în 1991. De asemenea, în secolul al XX-lea au crescut în popularitate dictaturile personaliste în Africa și a dictaturilor militare în America Latină, ambele au devenind proeminente în anii 1960 și 1970.
Perioada de după prăbușirea Uniunii Sovietice este cunoscută pentru o creștere a democrațiilor din întreaga lume, în ciuda mai multor dictaturi care au persistat în secolul al XXI-lea, în special în Africa și Asia. La începutul secolului XXI, guvernele democratice au ajuns să depășească numărul statelor autoritare cu 98 la 80. Al doilea deceniu a fost marcat de o „recesiune democratică”, în urma crizei financiare globale din 2008, care a redus drastic popularitatea modelului occidental în întreaga lume. Până în 2019, numărul guvernelor autoritare îl depășise din nou pe cel al democrațiilor cu 92 la 87.
Dictaturile încearcă adesea să creeze o impresie democratică, organizând frecvent alegeri pentru a-și stabili legitimitatea în rândul populației, chiar dacă aceste alegeri nu sunt competitive pentru opoziție. Stabilitatea într-o dictatură este menținută prin represiune politică, care implică restricția accesului la informații, urmărirea opoziției politice și numeroase acte de violență. Dictaturile care nu reușesc să se impună în fața opoziției sunt predispuse să fie înlăturate printr-o lovitură de stat sau o revoluție.

## Originea puterii
Dictatorii își pot dobândi puterea în mai multe feluri:
- Dictatură ereditară - moștenind puterea prin legături de familie;
- Dictatură militară - prin forță militară sau lovitură de stat. În America Latină, dictaturile militare au fost adesea conduse de comitete cunoscute drept Junte militare;
- Dictatură constituțională - puterile dictatoriale sunt asigurate prin prevederi constituționale (adesea pentru cazul de provizorat în situațiile de urgență);
- Dictatura regală - dictatură în monarhie (absolutistă)
- Stat comunist - caracterizată prin dictatura proletariatului
- Lovitură de stat personală - prin suspendarea mecanismelor democratice existente după obținerea funcției prin mijloace constituționale;

## Structura
Structurile de putere ale dictaturii pot varia, iar diferitele definiții ale dictaturii iau în considerare elemente diferite. Oamenii de știință politică precum Juan José Linz și Samuel Phillips Huntington identifică calitățile care definesc structura de putere a unei dictaturi, precum prezența unui singur lider sau un grup mic de lideri, exercitarea puterii cu puține limitări, pluralismul politic limitat și mobilizarea în masa a populației.
Dictatorul exercită cea mai mare parte sau o putere totală asupra guvernului și a societății, dar uneori sunt necesare elite pentru se îndeplinii domnia dictatorului. Ei formează un cerc interior restrâns, formând o clasă de elite care dețin un grad de putere în cadrul dictaturii și primesc beneficii în schimbul sprijinului lor. Ei pot fi ofițeri militari, membri de partid sau chiar prietenii și familia dictatorului. Elitele sunt, de asemenea, principalele amenințări politice ale unui dictator, deoarece își pot folosi puterea de a influența sau de a răsturna dictatura. Sprijinul cercului interior este necesar pentru ca ordinele unui dictator să fie îndeplinite, determinând elitele să servească drept controlul asupra puterii dictatorului. Pentru a pune în aplicare politica, un dictator trebuie fie să calmeze elitele regimului, fie să încerce să le înlocuiască. Elitele trebuie, de asemenea, să concureze între ele pentru a deține mai multă putere una decât alta. Grupurile sau diviziunile dintre elite le vor atenua posibilitatea de a negocia cu dictatorul, rezultând ca dictatorul să aibă o putere nerestricționată. Un grup interior unit are capacitatea de a răsturna un dictator, iar dictatorul trebuie să facă concesii mai mari cercului interior pentru a rămâne la putere. Acest lucru este valabil mai ales atunci când grupul de elite este format din ofițeri militari care au resursele necesare pentru a efectua o lovitură militară.
Opoziția unei dictaturi reprezintă toate grupurile care nu fac parte din dictatură și pe oricine nu susține activ regimul. Opoziția organizată este o amenințare la adresa stabilității unei dictaturi, deoarece încearcă să reducă sprijinul public pentru dictator și solicită schimbarea regimului. Un dictator se poate adresa opoziției reprimând-o prin forță sau modificând legile pentru a-i restrânge puterea. Opoziția poate fi un grup extern, sau poate include și actuali și foști membri ai grupului interior al dictatorului.
Totalitarismul este o variantă a dictaturii caracterizată prin prezența unui singur partid politic și a unui lider puternic care impune proeminență personală și politică. Puterea este întărită printr-o colaborare între guvern și o ideologie foarte dezvoltată.

## Formare
O dictatură se formează atunci când un anumit grup preia puterea, componența acestui grup afectând modul în care este preluată puterea și modul în care va guverna eventuala dictatură. Grupul poate fi militar sau politic, poate fi organizat sau dezorganizat și poate reprezenta o anumită demografie. După preluarea puterii, grupul trebuie să stabilească ce poziții vor ocupa membrii săi în noul guvern și cum va funcționa acest guvern, ducând uneori la dezacorduri care pot să despartă grupul. Membrii grupului vor alcătui, de obicei, elitele din cercul interior al unui dictator la începutul unei noi dictaturi, deși dictatorul le poate elimina ca mijloc de a câștiga putere suplimentară. Cu excepția cazului în care au întreprins o auto-lovitură de stat, cei care preiau puterea au de obicei puțină experiență guvernamentală și nu au un plan politic detaliat în avans.
Dacă dictatorul nu a preluat puterea printr-un partid politic, atunci un partid poate fi format ca un mecanism de recompensare a susținătorilor. Partidele formate după preluarea puterii au adesea o influență redusă și există doar pentru a-l servi pe dictator.
Majoritatea dictaturilor se formează prin mijloace militare sau printr-un partid politic.

## Tipuri de dictaturi
O clasificare a dictaturilor, care a început cu politologul Barbara Geddes în 1999, se concentrează pe locul unde se află puterea. În acest sistem, există trei tipuri de dictaturi. Dictaturile militare sunt controlate de ofițeri militari, dictaturile cu un singur partid sunt controlate de conducerea unui partid politic, iar dictaturile personaliste sunt controlate de un singur individ. În unele circumstanțe, monarhiile sunt, de asemenea, considerate dictaturi dacă monarhii dețin o cantitate semnificativă de putere politică. Dictaturile hibride sunt regimuri care au o combinație a acestor clasificări.

### Militară
Dictaturile militare sunt regimuri în care ofițerii militari dețin toată puterea, determină cine va conduce țara și exercită influență asupra politicii. Această dictatură este frecventă în țările în curs de dezvoltare din Africa, Asia și America Latină. Ele sunt adesea instabile, iar durata medie a unei dictaturi militare este de numai cinci ani, dar sunt adeseori urmate de lovituri de stat și dictaturi militare suplimentare. Deși dictatura militară este comună în secolul al XX-lea, proeminența dictaturilor militare a scăzut în anii 1970 și 1980.
Dictaturile militare sunt de obicei formate printr-o lovitură de stat militară în care ofițerii superiori folosesc armata pentru a răsturna guvernul. În oligarhii, amenințarea cu o lovitură militară vine din forța armatei cântărită față de concesiile făcute armatei. Alți factori ce pot fi asociați cu loviturile militare includ resurse naturale extinse, utilizarea limitată a armatei la nivel internațional și utilizarea armatei ca forță opresivă pe plan intern. Totuși, loviturile militare nu au ca rezultat neapărat dictaturi militare, deoarece puterea poate fi apoi transmisă unui singur individ sau armata poate permite să aibă loc alegeri democratice.
Dictaturile militare au adesea trăsături comune datorită trecutului comun al dictatorilor militari. Acești dictatori se pot considera imparțiali în supravegherea unei țări și se pot considera „gardieniIi statului”. Dictatorii militari pot fi, de asemenea, mai puțin încrezători sau diplomatici și subestimează folosirea negocierilor în politică.

### Un singur partid
Dictaturile cu un singur partid sunt guverne în care un singur partid politic domină toată politica. Dictaturile cu un singur partid sunt state în care numai partidul aflat la putere este legalizat și toate partidele de opoziție sunt interzise. Dictaturile cu partide dominante sunt dictaturi cu un singur partid în care partidele de opoziție sunt legale, dar acestea nu pot influența în mod semnificativ guvernul. Dictaturile cu un singur partid au fost frecvente în timpul Războiul Rece, iar dictaturile cu partide dominante au devenit foarte folosite după căderea Uniunii Sovietice.
Dictaturile cu un singur partid sunt mai stabile decât alte forme de guvernare autoritare, deoarece înregistrează o creștere economică mai mare. Partidele aflate la guvernare permit unei dictaturi să influențeze mai tare populația și să faciliteze acordul politic între elitele de partid. Între 1950 și 2016, dictaturile cu partid unic reprezentau 57% din regimurile autoritare din lume, iar acestea au continuat să se extindă mai rapid decât alte forme de dictatură în a doua jumătate a secolului XX. Datorită structurii conducerii lor, dictaturile cu partid unic au șanse mai mici să se confrunte cu conflicte civile sau cu terorism decat alte forme de dictatură.
Dictaturile cu un singur partid au devenit proeminente în Asia și Europa de Est în timpul Războiului Rece, deoarece guvernele comuniste au fost instalate în mai multe țări. Guvernarea cu un singur partid s-a dezvoltat și în mai multe țări din Africa în timpul decolonizării din anii 1960 și 1970, dintre care unele au produs regimuri autoritare. Un partid de guvernământ într-o dictatură cu un singur partid poate guverna sub orice ideologie politică. Statele marxiste cu partid unic se disting uneori de alte state, dar funcționează în mod similar.
Partidele care preiau puterea prin violență sunt adesea capabile să implementeze schimbări mai mari într-o perioadă mai scurtă de timp.

### Personalistă
Dictaturile personaliste sunt regimuri în care toată puterea se află în mâinile unui singur individ. Ele diferă de alte forme de dictatură prin faptul că dictatorul are un acces mai mare la pozițiile politice și trezoreria guvernului. Dictatorii personaliști pot fi membri ai armatei sau lideri ai unui partid politic, dar nici armata, nici partidul nu exercită puterea. În dictaturile personaliste, grupul de elită este de obicei alcătuit din prieteni apropiați sau membri ai familiei dictatorului. Aceste dictaturi apar deseori fie din preluarea puterii slab organizate, care oferă liderului oportunitatea de a-și consolida puterea, fie din lideri aleși democratic din țări cu instituții slabe. Dictaturile personaliste sunt mai frecvente în Africa din cauza instituțiilor slab stabilite din regiune.
Dictatorii personaliști preferă de obicei loialitatea în detrimentul competenței în guvernele lor. Elitele din dictaturile personaliste deseori nu au o carieră politică profesională și sunt necalificate pentru funcțiile acordate. Un dictator personalist va gestiona acești membrii aleși prin segmentarea guvernului, astfel încât să nu poată colabora.
Dictaturile personaliste se potrivesc exact stereotipului clasic al guvernării autoritare. În cadrul unui regim personalist apare o problemă numită „Dilema dictatorului”. Această idee face referire la dependența puternică de represiunea populației pentru a rămâne la putere. Ca rezultat al politicii autoritare, pot apărea o serie de probleme majore. Falsificarea alegerilo, politica internă, deficitul de date și represiunea mass-media sunt doar câteva exemple ale pericolelor unui regim autoritar personalist. Deși, când vine vorba de sondaje și alegeri, un dictator și-ar putea folosi puterea pentru a trece peste opiniile private. Multe regimuri personaliste vor instala buletine de vot deschise pentru a-și proteja regimurile și vor implementa măsuri grele de securitate și cenzură pentru cei ale căror preferințe personale nu sunt în concordanță cu liderul.

### Monarhie Absolută
O monarhie absolută este o monarhie în care monarhul guvernează fără limitări legale. Acest lucru o distinge de monarhia constituțională și monarhia ceremonială. Într-o monarhie absolută, puterea este limitată la familia regală, iar legitimitatea este stabilită de factori istorici. Monarhiile pot fi dinastice, în care familia regală servește ca o instituție de conducere similară cu un partid politic, sau pot fi non-dinastice, în care monarhul guvernează independent de familia regală ca dictator personalist. Monarhiile permit reguli stricte de succesiune care produc un transfer pașnic al puterii la moartea monarhului, dar acest lucru poate duce și la dispute de succesiune dacă mai mulți membri ai familiei regale pretind dreptul la tron.
În epoca modernă, monarhiile absolute sunt mai comune în Orientul Mijlociu.

## Istorie

### Primele dictaturi
Dictatura este asociată istoric cu conceptul de tiranie din Grecia Antică. Conceptul de „dictator” a fost dezvoltat pentru prima dată în timpul Republicii Romane. Un dictator roman era un magistrat special care era numit temporar de consul în perioadele de criză și i se acorda autoritate executivă totală. Rolul de dictator a fost creat pentru cazurile în care era nevoie de un singur lider pentru a comanda. Cel puțin 85 de astfel de dictatori au fost aleși pe parcursul Republicii Romane. Dictatura a fost reînviată 120 de ani mai târziu de Sulla, după eliminarea unei mișcări populiste, cat și de Iulius Cezar 33 ani mai tarziu.
Asia a cunoscut mai multe dictaturi militare în timpul erei post-clasice. Coreea a cunoscut dictaturi militare sub conducerea lui Yeon Gaesomun în secolul al VII-lea și sub conducerea regimului militar Goryeo în secolele al XII-lea și al XIII-lea. Shogunii au fost dictatori militari în Japonia, începând din 1185 și continuă timp de peste șase sute de ani.

### Dictaturi interbelice și în al Doilea Război Mondial

##### Europa
În perioada dintre Primul Război Mondial și cel de-Al Doilea Război Mondial, în Europa au fost instaurate mai multe dictaturi prin lovituri de stat care au fost efectuate de mișcări de extremă stângă și extremă dreaptă. Urmările Primului Război Mondial au avut ca rezultat o schimbare majoră în politica europeană, prin stabilirea de noi guverne și redesenarea granițelor dintre țări. Problemele societății cauzate de Primul Război Mondial și pacea instabilă pe care aceasta a produs-o au contribuit și mai mult la instabilitatea de care au beneficiat mișcările extremiste. Dictaturile de extremă stângă și de extremă dreaptă au folosit metode similare pentru a menține puterea, inclusiv cultul personalității, lagărele de concentrare și munca forțată. Primul stat comunist a fost creat de Vladimir Lenin și bolșevici odată cu înființarea Rusiei Sovietice în timpul Revoluției Ruse din 1917. Guvernul a fost descris ca o dictatură a proletariatului în care puterea era exercitată de sovietici. Bolșevicii și-au consolidat puterea până în 1922, formând Uniunea sovietică. Lenin a fost urmat de Iosif Stalin în anul 1924, care a consolidat puterea totală și a implementat conducerea totalitară până în anul 1929. Revoluția rusă a inspirat un val de mișcări revoluționare de stânga în Europa între anii 1917 și 1923, dar niciuna nu avut același succes.
În același timp, mișcările naționaliste au crescut în toată Europa. Fascismul s-a dezvoltat în Europa ca o respingere a liberalismului, socialismului și modernismului, iar primele partide politice fasciste s-au format în anii 1920. Dictatorul italian Benito Mussolini a preluat puterea în anul 1922 și a început să pună în aplicare reforme pentru a crea prima dictatură fascistă în anul 1925. Aceste reforme au conținut totalitarismul, expansionismul, corporatismul și anticomunismul.
Adolf Hitler și Partidul Nazist au creat o a doua dictatură fascistă în Germania în 1933, obținând puterea absolută. Alte mișcări naționaliste din Europa au instituit dictaturi bazate pe modelul fascist. În timpul celui de-al Doilea Război Mondial, Italia și Germania au ocupat mai multe țări din Europa, impunând statele ocupate drept state marionetă fasciste. După ce au fost înfrânte în al Doilea Război Mondial, dictaturile de extremă dreaptă ale Europei au căzut, cu excepția Spaniei și Portugaliei.

##### America Latină
Dictaturile din America Latină au continuat până în secolul al XX-lea, iar alte lovituri de stat militare au stabilit noi regimuri. După o scurtă perioadă de democrație, America Latină a trecut printr-o tranziție rapidă către dictatură în anii 1930. Fascismul european a fost indirect trimis și în America Latină, iar epoca Vargas din Brazilia a fost puternic influențată de corporatismul practicat în Italia fascistă.

### Dictaturi din Războiul Rece

#### Africa
Decolonizarea Africii a determinat crearea de noi guverne, dintre care multe au devenit dictaturi în anii 1960 și 1970. Primele dictaturi africane au fost în primul rând dictaturi socialiste personaliste, în care un singur socialist ar prelua puterea în locul unui partid de guvernământ. Odată ce Războiul Rece a continuat, Uniunea sovietică și-a crescut influența în Africa, iar dictaturile marxist-leniniste s-au dezvoltat în mai multe țări africane. Aceste noi guverne africane au fost marcate de o instabilitate severă, care a oferit oportunități de schimbare a regimului și a făcut ca alegerile corecte să fie un lucru rar pe continent.

#### Asia
Războiul civil chinez s-a încheiat în 1949, împărțind Republica Chineză (1912-1949) sub conducătorul Chiang Kai-shek și Republica Populară Chineză condusă de Mao Zedong. Mao a stabilit Republica Populară Chineză ca stat comunist cu un singur partid sub ideologia sa de guvernare a maoismului. Republica Populară Chineză a fost inițial aliniată diplomatic cu Uniunea sovietică, însă relațiile dintre cele două țări s-au rupt pe măsură ce Uniunea Sovietică a suferit destalinizare la sfârșitul anilor 1950. Mao și-a consolidat controlul asupra Republicii Populare Chineze odată cu Revoluția Culturală din anii 1960, care a implicat distrugerea tuturor elementelor capitalismului și tradiționalismului din China. Deng Xiaoping a preluat puterea ca lider al Chinei după moartea lui Mao și a implementat reforme pentru a restabili economia pieței libere. Chiang Kai-shek a continuat să conducă în calitate de dictator al guvernului național din Taiwan până la moartea sa în 1975.
Mișcările marxiste și naționaliste au devenit populare în Asia de Sud-Est, ca răspuns la controlul colonial și la ocupația ulterioară japoneza a Asiei de Sud-Est. Dictaturile comuniste din regiune s-au aliniat cu China în urma instituirii acesteia din urmă ca și stat comunist. Un fenomen similar a avut loc în Coreea, unde Kim Il Sung a creat o dictatură comunistă susținută de sovietici în Coreea de Nord și Syngman Rhee a creat o dictatură naționalistă susținută de SUA în Coreea de Sud.
Orientul Mijlociu a fost decolonizat în timpul Războiului Rece, iar multe mișcări naționaliste au câștigat putere după independență. Aceste mișcări naționaliste au susținut neafilierea, ținând majoritatea dictaturilor din Orientul Mijlociu departe de sferele de influență americane și sovietice.

#### Europa
În timpul celui de-Al Doilea Război Mondial, multe țări din Europa Centrală și de Est au fost ocupate de Uniunea Sovietică. Când războiul s-a încheiat, aceste țări au fost incluse în sfera de influență sovietică, iar Uniunea Sovietică a exercitat controlul asupra guvernelor lor. Albania a fost stabilită ca dictatură comunistă sub Enver Hodja în 1944. Stabilitatea Uniunii Sovietice a picat în anii 1980. Economia sovietică a devenit nesustenabilă, iar guvernele comuniste au pierdut sprijinul intelectualilor și al populației generale. În 1989, Uniunea Sovietică a fost dizolvată, iar comunismul a fost abandonat de țările din Europa Centrală și de Est printr-o serie de revoluții.

#### America Latină
Dictaturile militare au rămas proeminente în America Latină în timpul Războiului Rece, chiar dacă numărul loviturilor de stat a scăzut începând cu anii 1980. Între 1967 și 1991, 12 țări din America Latină au suferit cel puțin o lovitură de stat militară.

### Dictaturile secolului XXI
Natura dictaturii s-a schimbat în mare parte din lume la începutul secolului al XXI-lea. Între anii 1990 și 2000, majoritatea dictatorilor care controlau populația prin teroare s-au îndepărtat  și s-au izolat de comunitatea globală. Aceasta a fost înlocuită cu o tendință de dezvoltare a unei imagini publice pozitive pentru a menține sprijinul în rândul populației. Spre deosebire de dictaturile represive din secolul 20, oamenii puternici autoritari ai secolului 21 sunt uneori etichetați „dictatori spin”, conducători care încearcă să monopolizeze puterea prin modernizare autoritară, făcând apel la sentimentele democratice, urmărind în secret măsuri represive. Pe de altă parte, cațiva dictaturi precum Bashar al-Assad și Kim Jong-un guvernează cu o represiune mortală, violență și terorism de stat pentru a stabili o securitate extinsă prin frică, în conformitate cu multe dictaturi din secolul XX.
Dezvoltarea internetului și a comunicării digitale în secolul al XXI-lea au determinat dictaturile să treacă de la mijloacele tradiționale de control la cele digitale, inclusiv utilizarea inteligenței artificiale pentru a analiza comunicațiile de masă și cenzura internetului. Dictaturile secolului 21 organizează în mod regulat alegeri false, pentru căutarea legitimității publice și pentru menținerea imaginii dictatorului ca figură populară iubită de mase. Rezultatele alegerilor manipulate sunt adesea folosite ca instrumente de propagandă în războiul informațional. Un alt obiectiv este acela de a-l înfățișa pe dictator drept un gardian care unifică țara, fără de care securitatea ei se dezintegrează și apare haosul.
Dictatura în Europa s-a încheiat în mare parte după căderea Uniunii Sovietice în 1991 și liberalizarea majorității statelor comuniste. Belarus sub conducerea lui Aleksandr Lukașenko a fost descrisă drept „ultima dictatură europeană”, deși domnia lui Vladimir Putin în Rusia a fost, de asemenea, descrisă ca o dictatură. America Latină a cunoscut o perioadă de liberalizare similară cu cea a Europei la sfârșitul Războiului Rece, Cuba fiind singura țară din America Latină care nu a experimentat niciun grad de liberalizare între anii 1992 și 2010. Țările din Asia Centrală nu s-au liberalizat după căderea Uniunii Sovietice, formându-se în schimb drept dictaturi conduse de foste elite ale Partidului Comunist. Aceste țări mențin parlamente și organizații pentru drepturile omului, dar ele rămân sub controlul dictatorilor respectivelor țări.
Orientul Mijlociu și Africa de Nord nu au trecut prin liberalizare în timpul celui de-al treilea val de democratizare, iar majoritatea țărilor din această regiune rămân dictaturi în secolul XXI. Dictaturile din Orientul Mijlociu și Africa de Nord sunt fie republici iliberale în care un președinte deține puterea prin alegeri falsificate, fie sunt monarhii absolute în care puterea este moștenită. Irak, Israel, Liban și Palestina sunt singurele națiuni democratice din regiune.
În 2006, Brian Lai și Dan Slater au propus o nouă tipologie a regimurilor autoritare care include trei categorii:
- „mașinărie” (partidul oligarhic)
- „sefism” (autocrație cu partide)
- „lider puternic” (în special autocrație).

Nicio categorie nu include dictatura, deși unele dintre ele au forme dictatoriale. Potrivit lui Gustav Lidén, tipologiile dictaturilor au crescut în ultimii ani. El amintește că dictaturile sunt în general grupate pe baza unor caracteristici precum accesul la putere, guvernarea de către o singură persoană sau forma militarizată a puterii. El susține că clasificarea unei dictaturi numai pe baza formei sale de guvernare este irelevantă. 
| Caracteristică             | Geddes (1999) | Hadenius & Teorell (2007) | Wahman et al. (2013) | Kailitz (2013) | Cheibub et al. (2010) |
| -------------------------- | ------------- | ------------------------- | -------------------- | -------------- | --------------------- |
| Monarhie                   | Nu            | Da                        | Da                   | Da             | Da                    |
| Dictatura personalistă     | Da            | Nu                        | Nu                   | Nu             | Nu                    |
| Militară                   | Da            | Da                        | Da                   | Da             | Da                    |
| Partid unic                | Da            | Nu                        | Nu                   | Nu             | Nu                    |
| Sistem electoral           | Nu            | Da                        | Da                   | Da             | Nu                    |
| Fară partid                | Nu            | Da                        | Da                   | Nu             | Nu                    |
| Partid unic                | Nu            | Da                        | Da                   | Nu             | Nu                    |
| Mai multe partide limitate | Nu            | Da                        | Da                   | Nu             | Nu                    |
| Un singur partid autocrat  | Nu            | Nu                        | Nu                   | Da             | Nu                    |
| Comunism                   | Nu            | Nu                        | Nu                   | Da             | Nu                    |
| Dictatura civilă           | Nu            | Da                        | Da                   | Nu             | Nu                    |

Anumite criterii pot arăta caracterul dictatorial al unui șef de stat într-o țară, fără să le aibă pe toate:
- Cultul personalității, caracter narcisist;
- Absența opoziției;
- Reprimarea oricărei forme de opoziție și nerespectarea drepturilor omului;
- Contra revoluție;
- Prezența unei forme de cruzime;
- Absența alegerilor sau alegeri falsificate;
- Lipsa libertății de exprimare și lipsa libertății presei (controlul și captura mass-media);
- Menținerea populației departe de educație, deoarece un popor educat este greu de manipulat;
- Controlul absolut al armatei și/sau poliției;
- Procese falsificate și refuzarea justiției;
- Nepotism;
- Cenzură și practici de propagandă;

## Economie
Majoritatea dictaturilor există în țări cu nivel ridicat de sărăcie. Sărăcia are un efect destabilizator asupra guvernului, provocând eșecul democrației și caderea regimurilor. Forma de guvernare nu se aliniază cu volumul creșterii economice, iar dictaturile cresc în medie în același ritm ca și democrațiile. Este mai probabil ca dictatorii să implementeze investiții pe termen lung în economia țării dacă se simt în siguranță față de puterea lor. Excepțiile de la modelul de sărăcie în dictaturi includ dictaturile bogate în petrol din Orientul Mijlociu.
Tipul de economie dintr-o dictatură poate afecta modul în care funcționează. Economiile bazate pe resurse naturale le permit dictatorilor să aibă mai multă putere. Economiile mai complexe necesită o cooperare suplimentară între dictator și alte grupuri.

## Legitimitate și stabilitate
Mai mulți factori determină stabilitatea unei dictaturi, aceștia trebuie să mențină un anumit grad de sprijin popular pentru a preveni creșterea grupurilor de rezistență.  Acest lucru poate fi asigurat prin stimulente, cum ar fi distribuirea de resurse financiare sau promisiuni de securitate. Stabilitatea poate fi slăbită atunci când grupurile de opoziție cresc și se unesc sau când elitele nu sunt loiale regimului. Dictaturile cu un singur partid sunt în general mai stabile și durează mai mult decât dictaturile militare sau personaliste.
O dictatură poate cădea din cauza unei lovituri de stat militare, a intervenției străine sau a revoluției populare. O lovitură de stat militară este adesea efectuată atunci când un regim amenință stabilitatea țării. Intervenția străină are loc atunci când o altă țară încearcă să răstoarne un regim prin invadarea țării sau sprijinirea opoziției. Un dictator poate negocia sfârșitul unui regim dacă acesta și-a pierdut legitimitatea. Revoluția are loc atunci când grupul de opoziție crește suficient de mare încât elitele din regim să nu o poată oprii. Îndepărtările dictatorilor negociate au mai multe șanse să se termine în democrație, în timp ce îndepărtările prin forță au mai multe șanse să ducă la un nou regim dictatorial. Un dictator care a exercitat o putere semnificativă are mai multe șanse să fie exilat sau ucis după înlăturare. Dictaturile sunt de obicei mai agresive decât democrația atunci când sunt în conflict cu alte națiuni, deoarece dictatorii nu trebuie să se teamă de costurile electorale ale războiului.
În secolul 21, dictaturile s-au îndreptat către o mai bună integrare cu comunitatea globală și încearcă din ce în ce mai mult să se prezinte drept democratice. Dictaturile beneficiază adesea de ajutor extern cu condiția să facă progrese către democratizare. Un studiu a constatat că dictaturile care se angajează în foraj de petrol au mai multe șanse să rămână la putere, 70,63% dintre dictatorii care se angajează în foraj de petrol fiind încă la putere după 5 ani de dictatură.

### Alegeri
Majoritatea dictaturilor organizează alegeri pentru a menține legitimitatea și stabilitatea, dar aceste alegeri sunt de obicei falsificate și opoziției nu i se permite să câștige. Alegerile permit unei dictaturi să exercite un anumit control asupra opoziției prin stabilirea condițiilor în care opoziția contestă regimul. Alegerile sunt, de asemenea, folosite pentru a controla elitele din cadrul dictaturii, cerându-le să concureze între ele și stimulându-le să construiască sprijin cu populația. Alegerile susțin, de asemenea, legitimitatea unei dictaturi prin prezentarea imaginii unei democrații. În cazul în care o dictatură eșuează, alegerile permit dictatorilor și elitelor să accepte înfrângerea fără să se teamă de repercusiuni violente. Dictaturile pot influența rezultatele alegerilor prin fraudă electorală, intimidare sau mituirea candidaților și a alegătorilor, utilizarea resurselor statului precum controlul mass-media sau manipularea legilor electorale.
În secolul al XX-lea, majoritatea dictaturilor au organizat alegeri la care alegătorii puteau doar să susțină dictatura. De la sfârșitul Războiului Rece, mai multe dictaturi au instituit alegeri „semi-competitive” în care opoziției i se permite să participe la alegeri, dar nu le poate câștiga. Partidele de opoziție din dictaturi pot fi restricționate prin împiedicarea lor din a exercita campania electorală. Dictaturile pot organiza alegeri semi-competitive pentru a se califica la ajutor extern, sau pentru a demonstra controlul dictatorului asupra guvernului. Alegerile semi-competitive au, de asemenea, efectul de a stimula membrii partidului de guvernământ să ofere un tratament mai bun către cetățeni, astfel încât aceștia să fie aleși ca nominalizați de partid datorită popularității lor.

### Violență
Într-o dictatură, violența este folosită pentru a elimina orice opoziție față de conducerea dictatorului, iar puterea unei dictaturi depinde de utilizarea violenței. Această violență este exercitată frecvent prin instituții precum forțele militare sau poliție. Folosirea violenței de către un dictator este adesea întalnită în primii ani ai dictaturii, deoarece regimul nu și-a consolidat încă dominația. Pe măsură ce dictatura devine mai consolidată, ea se îndepărtează de violență recurgând la alte măsuri de control, cum ar fi restricționarea accesului oamenilor la informații și urmărirea opoziției politice. Dictatorii sunt stimulați să evite folosirea violenței odată ce este stabilită această reputație, deoarece dăunează celorlalte instituții ale dictaturii și reprezintă o amenințare la adresa dictatorului în cazul în care forțele guvernamentale devin neloiale. Poliția secretă este folosită pentru a obține informații despre oponenții politici și pentru a desfășura acte de violență vizate împotriva acestora, forțele paramilitare apără regimul de lovituri de stat, iar militarii formali apără dictatura în timpul invaziilor străine și al conflictelor civile majore.
Actele de terorism sunt rare într-o dictatură. Permiterea opoziției să aibă reprezentanți în regim reduce și mai mult probabilitatea atacurilor teroriste într-o dictatură.

## Clasamentul dictatorilor
Potrivit postului de știri Planetrulers, un dictator este „un lider al unei țări ocupate de dictatură''. În iulie 2021, au fost numărate 50 de dictaturi sau regimuri autoritare în lume, inclusiv 19 în Africa subsahariană, 12 în Orientul Mijlociu și Africa de Nord, 7 în Eurasia, 3 în America și 1 în Europa.
| Țara                        | Dictator                           |
| --------------------------- | ---------------------------------- |
| Afganistan                  | Așraf Ghani Ahmadzai               |
| Angola                      | João Lourenço                      |
| Azerbaidjan                 | Ilham Aliyev                       |
| Belarus                     | Aleksandr Lukașenko                |
| Burundi                     | Pierre Nkurunziza                  |
| Camerun                     | Paul Biya                          |
| Ciad                        | Idriss Déby                        |
| Republica Democratică Congo | Joseph Kabila                      |
| Cuba                        | Miguel Díaz-Canel                  |
| Egipt                       | Abdel Fattah el-Sisi               |
| Eritreea                    | Isaias Afwerki                     |
| Gabon                       | Omar Bongo                         |
| Irak                        | Barham Salih                       |
| Laos                        | Thongloun Sisoulith                |
| Libia                       | Nouri Bousahmein                   |
| Myanmar                     | Win Myint                          |
| Mauritania                  | Mohamed Ould Abdel Aziz            |
| Nicaragua                   | Daniel Ortega                      |
| Oman                        | Qaboos bin Said Al Said            |
| Rusia                       | Vladimir Putin                     |
| Arabia Saudită              | Abdullah bin Abdulaziz al-Saud     |
| Somalia                     | Hassan Sheikh Mohamud              |
| Sudan                       | Abdel Fattah Abdelrahman al-Burhan |
| Siria                       | Bashar al-Assad                    |
| Thailanda                   | Prayut Chan-o-cha                  |
| Turcia                      | Recep Tayyip Erdoğan               |
| Uganda                      | Yoweri Museveni                    |
| Uzbekistan                  | Shavkat Mirziyoyev                 |
| Vietnam                     | Nguyễn Phú Trọng                   |
| Yemen                       | Ali Abdullah Saleh                 |

În 2012, revista Slate a întocmit o listă cu 148 de dictatori moderni:
| Țară                        | Nume dictator                      | Continent        | Ani la putere |
| --------------------------- | ---------------------------------- | ---------------- | ------------- |
| Algeria                     | Abdelaziz Bouteflika               | Africa           | 13            |
| Germania                    | Adolf Hitler                       | Europa           | 12            |
| Guineea                     | Ahmed Sekou Toure                  | Africa           | 26            |
| Peru                        | Alberto Fujimori                   | America de Sud   | 10            |
| Belarus                     | Aleksandr Lukașenko                | Europa           | 18            |
| Paraguay                    | Alfredo Stroessner                 | America de Sud   | 35            |
| Yemen                       | Ali Abdullah Saleh                 | Asia             | 34            |
| Iran                        | Ali Khamenei                       | Asia             | 30            |
| Nicaragua                   | Anastasio "Tachito" Somoza Debayle | America Centrală | 12            |
| Nicaragua                   | Anastasio "Tacho" Somoza Garcia    | America Centrală | 16            |
| Nicaragua                   | Anastasio Somoza Garcia            | America Centrală | 19            |
| Egipt                       | Anwar Sadat                        | Africa           | 11            |
| Lituania                    | Antanas Smetona                    | Europa           | 14            |
| Croația                     | Ante Pavelić                       | Europa           | 4             |
| Chile                       | Augusto Pinochet                   | America de Sud   | 17            |
| Siria                       | Bashar al-Assad                    | Asia             | 12            |
| Italia                      | Benito Mussolini                   | Europa           | 22            |
| Burkina Faso                | Blaise Compaoré                    | Africa           | 25            |
| Guatemala                   | Carlos Castillo Armas              | America Centrală | 3             |
| Liberia                     | Charles Ghankay Taylor             | Africa           | 6             |
| Coreea de Sud               | Chun Doo-hwan                      | Asia             | 8             |
| Venezuela                   | Cipriano Castro                    | America de Sud   | 9             |
| Kenya                       | Daniel Arap Me                     | Africa           | 24            |
| Republica Congo             | Denis Sassou-Nguesso               | Africa           | 15            |
| Guatemala                   | Efraín Ríos Montt                  | America Centrală | 1             |
| Austria                     | Engelbert Dollfuss                 | Europa           | 2             |
| Albania                     | Enver Hodja                        | Europa           | 10            |
| Coasta de Fildeș            | Felix Houphouet-Boigny             | Africa           | 33            |
| Filipine                    | Ferdinand Marcos                   | Asia             | 21            |
| Guatemala                   | Fernando Romeo Lucas Garcia        | America de Sud   | 4             |
| Cuba                        | Fidel Castro                       | America de Nord  | 49            |
| Seychelles                  | France-Albert Rene                 | Africa           | 27            |
| Spania                      | Francisco Franco                   | Europa           | 36            |
| Guineea Ecuatorială         | Francisco Macias Nguema            | Africa           | 11            |
| Republica Centrafricană     | Francois Bozize                    | Africa           | 9             |
| Haiti                       | Francois Duvalier (Papa Doc)       | America Centrală | 14            |
| Ciad                        | Francois Tombalbaye                | Africa           | 15            |
| Cuba                        | Fulgencio Batista                  | America Centrală | 10            |
| Sudan                       | Gaafar Muhammad an-Nimeiry         | Africa           | 16            |
| Grecia                      | Georgios Papadopoulos              | Europa           | 7             |
| Togo                        | Gnassingbé Eyadema                 | Africa           | 38            |
| Turkmenistan                | Gurbangulî Berdîmuhamedov          | Asia             | 6             |
| Columbia                    | Gustavo Rojas Pinilla              | America de Sud   | 4             |
| Siria                       | Hafez al-Assad                     | Asia             | 30            |
| Malawi                      | Hastings Kamuzu Banda              | Africa           | 31            |
| Paraguay                    | Higinio Morinigo Martinez          | America de Sud   | 8             |
| Ciad                        | Hissene Habre                      | Africa           | 8             |
| Vietnam                     | Ho Și Min                          | Asia             | 15            |
| Mongolia                    | Horlooghiin Cioibalsan             | Asia             | 16            |
| Egipt                       | Hosni Mubarak                      | Africa           | 30            |
| Algeria                     | Houari Boumédiène (Guelma)         | Africa           | 13            |
| Bolivia                     | Hugo Banzer                        | America de Sud   | 7             |
| Bangladesh                  | Hussain Muhammad Ershad            | Asia             | 7             |
| Zimbabwe                    | Ian Smith                          | Africa           | 14            |
| Uganda                      | Idi Amin Dada                      | Africa           | 8             |
| Ciad                        | Idriss Déby                        | Africa           | 22            |
| Azerbaidjan                 | Ilham Aliyev                       | Asia             | 9             |
| Grecia                      | Ioannis Metaxas                    | Europa           | 4             |
| România                     | Ion Antonescu                      | Europa           | 4             |
| Uzbekistan                  | Islam Karimov                      | Asia             | 22            |
| Djibouti                    | Ismaïl Omar Guelleh                | Africa           | 13            |
| Eritreea                    | Issayas Afewerki                   | Africa           | 21            |
| Burundi                     | Jean-Baptiste Bagaza               | Africa           | 11            |
| Republica Centrafricană     | Jean-Bédel Bokassa                 | Africa           | 13            |
| Haiti                       | Jean Claude Duvalier               | America Centrală | 15            |
| Argentina                   | Jorge Videla                       | America de Sud   | 5             |
| Guatemala                   | Jorge Ubico                        | America Centrală | 13            |
| Nicaragua                   | Jose Santos Zelaya                 | America Centrală | 16            |
| Rusia                       | Iosif Vissarionovici Stalin        | Europa           | 29            |
| Iugoslavia                  | Iosip Broz Tito                    | Europa           | 56            |
| Cehoslovacia                | Jozef Tiso                         | Europa           | 7             |
| Uruguay                     | Juan Maria Bordaberry              | America de Sud   | 3             |
| Venezuela                   | Juan Vicente Gómez                 | America de Sud   | 27            |
| Letonia                     | Kārlis Ulmanis                     | Europa           | 4             |
| Zambia                      | Kenneth Kaunda                     | Africa           | 27            |
| Coreea de Nord              | Kim Il Sung                        | Asia             | 46            |
| Coreea de Nordde Nord       | Kim Jong-il                        | Asia             | 17            |
| Coreea de Nord              | Kim Jong-un                        | Asia             | 1             |
| Bulgaria                    | Kimon Georgiev                     | Europa           | 3             |
| Guatemala                   | Kjell Eugenio Laugerud Garcia      | America Centrală | 4             |
| Austria                     | Kurt von Schuschnigg               | Europa           | 4             |
| Ghana                       | Kwame Nkrumah                      | Africa           | 9             |
| Republica Democratică Congo | Laurent-Désiré Kabila              | Africa           | 4             |
| Vietnamul de Nord           | The Duan                           | Asia             | 11            |
| Guyana                      | Linden Forbes Sampson Burnham      | America de Sud   | 21            |
| Bolivia                     | Luis Garcia Meza                   | America de Sud   | 1             |
| Mauritania                  | Maaouya Ould Sid'Ahmed Taya        | Africa           | 21            |
| Guatemala                   | Manuel Estrada Cabrera             | America Centrală | 22            |
| Panama                      | Manuel Noriega                     | America Centrală | 6             |
| China                       | Mao Zedong                         | Asia             | 27            |
| Benin                       | Mathieu Kerekou                    | Africa           | 16            |
| Ungaria                     | Mátyás Rákosi                      | Europa           | 11            |
| Maldive                     | Maumoon Abdul Gayoom               | Asia             | 30            |
| El Salvador                 | Maximiliano Hernandez Martinez     | America Centrală | 12            |
| Etiopia                     | Meles Zenawi                       | Africa           | 21            |
| Etiopia                     | Mengistu Haile Mariam              | Africa           | 17            |
| Spania                      | Miguel Primo de Rivera             | Europa           | 7             |
| Uganda                      | Milton Obote                       | Africa           | 8             |
| Zair                        | Mobutu Sese Seko                   | Africa           | 32            |
| Mali                        | Modibo Keita                       | Africa           | 8             |
| Afganistan                  | Mohammad Daoud Khan                | Asia             | 5             |
| Afganistan                  | Mohammad Omar                      | Asia             | 5             |
| Libia                       | Muammar al-Gaddafi                 | Africa           | 42            |
| Mali                        | Moussa Traore                      | Africa           | 23            |
| Eswatini                    | Mswati III                         | Africa           | 26            |
| Pakistan                    | Muhammad Ayub Khan                 | Asia             | 11            |
| Pakistan                    | Muhammad Zia-ul-Haq                | Asia             | 10            |
| Myanmar                     | Don't Win                          | Asia             | 26            |
| Vietnam                     | Ngô Đình Diệm                      | Asia             | 9             |
| România                     | Nicolae Ceaușescu                  | Europa           | 24            |
| Nigeria                     | Olusegun Obasanjo                  | Africa           | 3             |
| Gabon                       | Omar Bongo                         | Africa           | 42            |
| Sudan                       | Omar Hasan Ahmad al-Bashir         | Africa           | 23            |
| Panama                      | Omar Torrijos                      | America Centrală | 13            |
| Honduras                    | Oswaldo Lopez Arellano             | America Centrală | 11            |
| Coreea de Sud               | Park Chung-hee                     | Asia             | 17            |
| Camerun                     | Paul Biya                          | Africa           | 30            |
| Rwanda                      | Paul Kagame                        | Africa           | 12            |
| Pakistan                    | Pervez Musharraf                   | Asia             | 7             |
| Burundi                     | Pierre Nkurunziza                  | Africa           | 7             |
| Cambodgia                   | Pol Pot                            | Asia             | 4             |
| Republica Dominicană        | Rafael Leónidas Trujillo           | America de Nord  | 28            |
| Bolivia                     | Rene Barrientos                    | America de Sud   | 5             |
| Zimbabwe                    | Robert Mugabe                      | Africa           | 32            |
| Iran                        | Ruhollah Mousavi Khomeini          | Asia             | 10            |
| Irak                        | Saddam Hussein                     | Asia             | 24            |
| Portugalia                  | António de Oliveira Salazar        | Europa           | 36            |
| Nigeria                     | Sani Abacha                        | Africa           | 5             |
| Turkmenistan                | Saparmurat Niiazov                 | Asia             | 16            |
| Somalia                     | Siad Barre                         | Africa           | 22            |
| Iugoslavia                  | Slobodan Milošević                 | Europa           | 11            |
| Indonezia                   | Suharto                            | Asia             | 30            |
| Indonezia                   | Sukarno                            | Asia             | 19            |
| Coreea de Sud               | Syngman Rhee                       | Asia             | 12            |
| China                       | Chiang Kai-shek                    | Asia             | 48            |
| Guineea Ecuatorială         | Teodoro Obiang Nguema Mbasogo      | Africa           | 33            |
| Myanmar                     | Than Shwe                          | Asia             | 19            |
| Thailanda                   | Thanom Kittikachorn                | Asia             | 10            |
| Honduras                    | Tiburcio Carias Andino             | America Centrală | 16            |
| Mexic                       | Victoriano Huerta                  | America de Nord  | 1.5           |
| Norvegia                    | Vidkun Quisling                    | Europa           | 3             |
| Gambia                      | Yahya Jammeh                       | Africa           | 18            |
| Pakistan                    | Yahya khan                         | Asia             | 2             |
| Uganda                      | Yoweri Museveni                    | Africa           | 26            |
| China                       | Yuan Shikai                        | Asia             | 4             |
| Tunisia                     | Zine El Abidine Ben Ali            | Africa           | 24            |

## Galerie

22 de portrete de dictatori din Secolul Dictatorilor de Olivier Guez
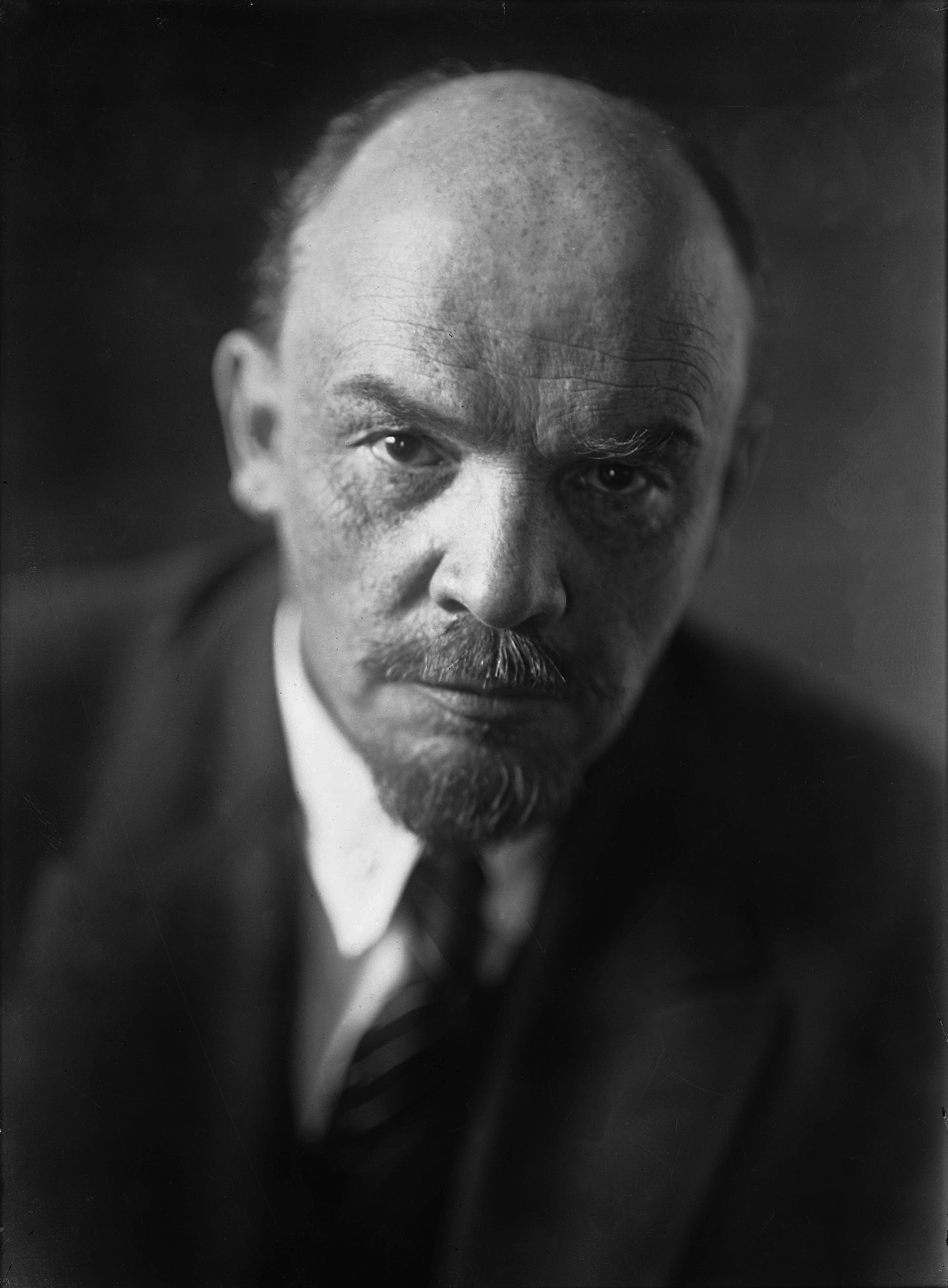
Vladimir Lenin,    Uniunea Sovietică
Benito Mussolini,   Italia
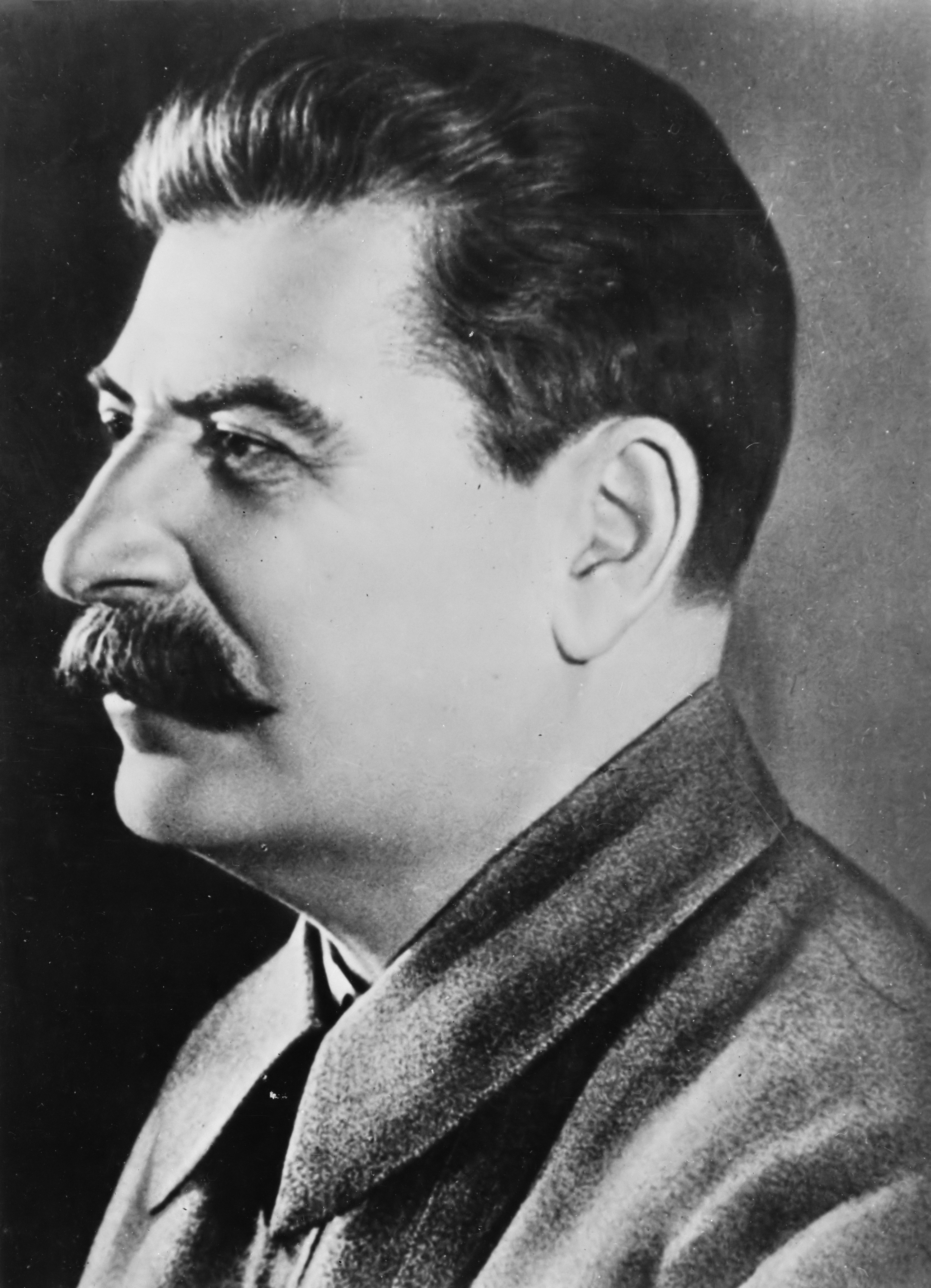
Iosif Stalin,   Uniunea Sovietică
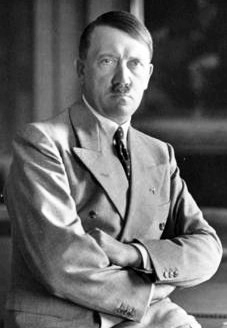
Adolf Hitler,   Germania Nazistă
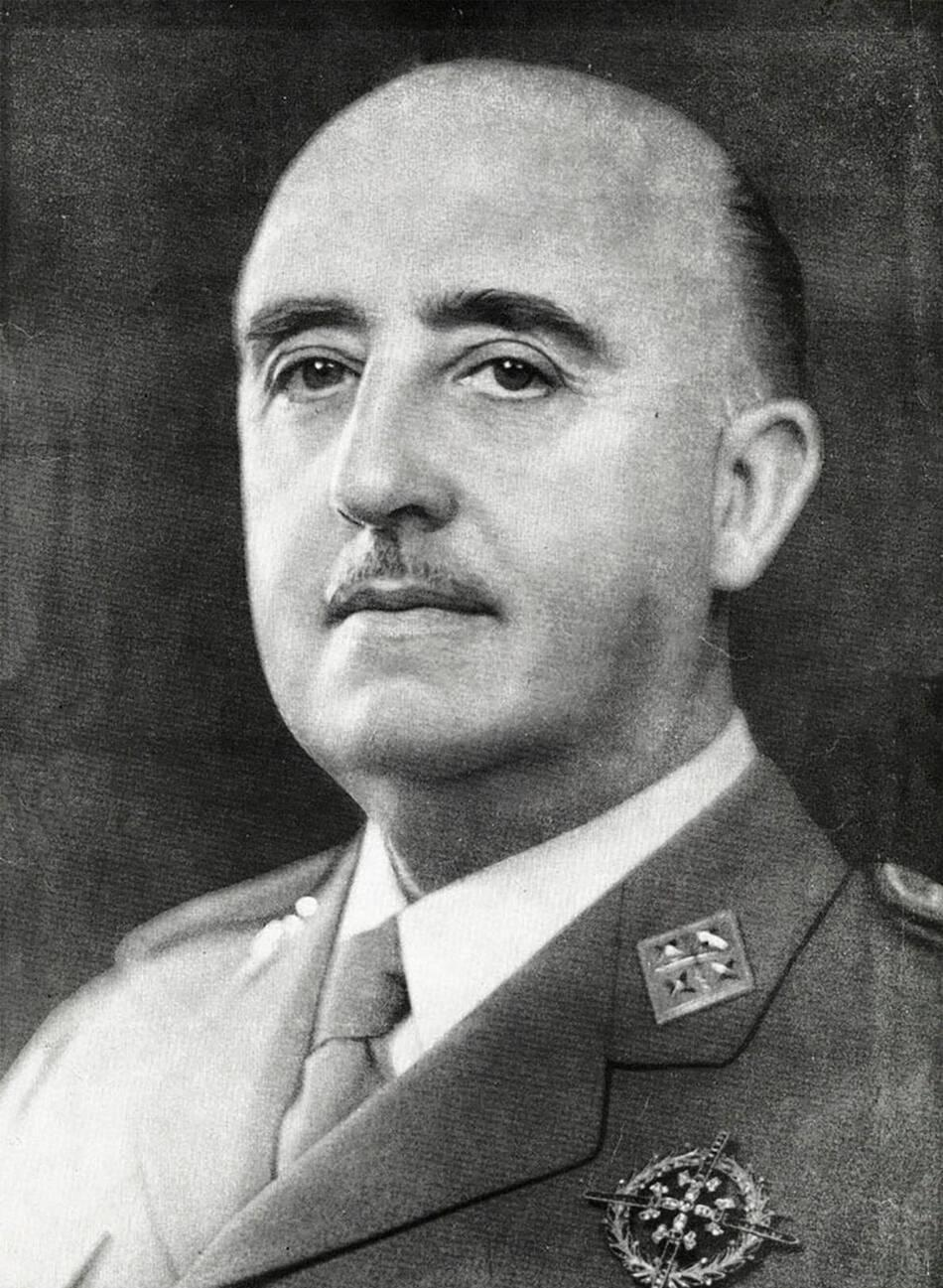
Francisco Franco,   Spania
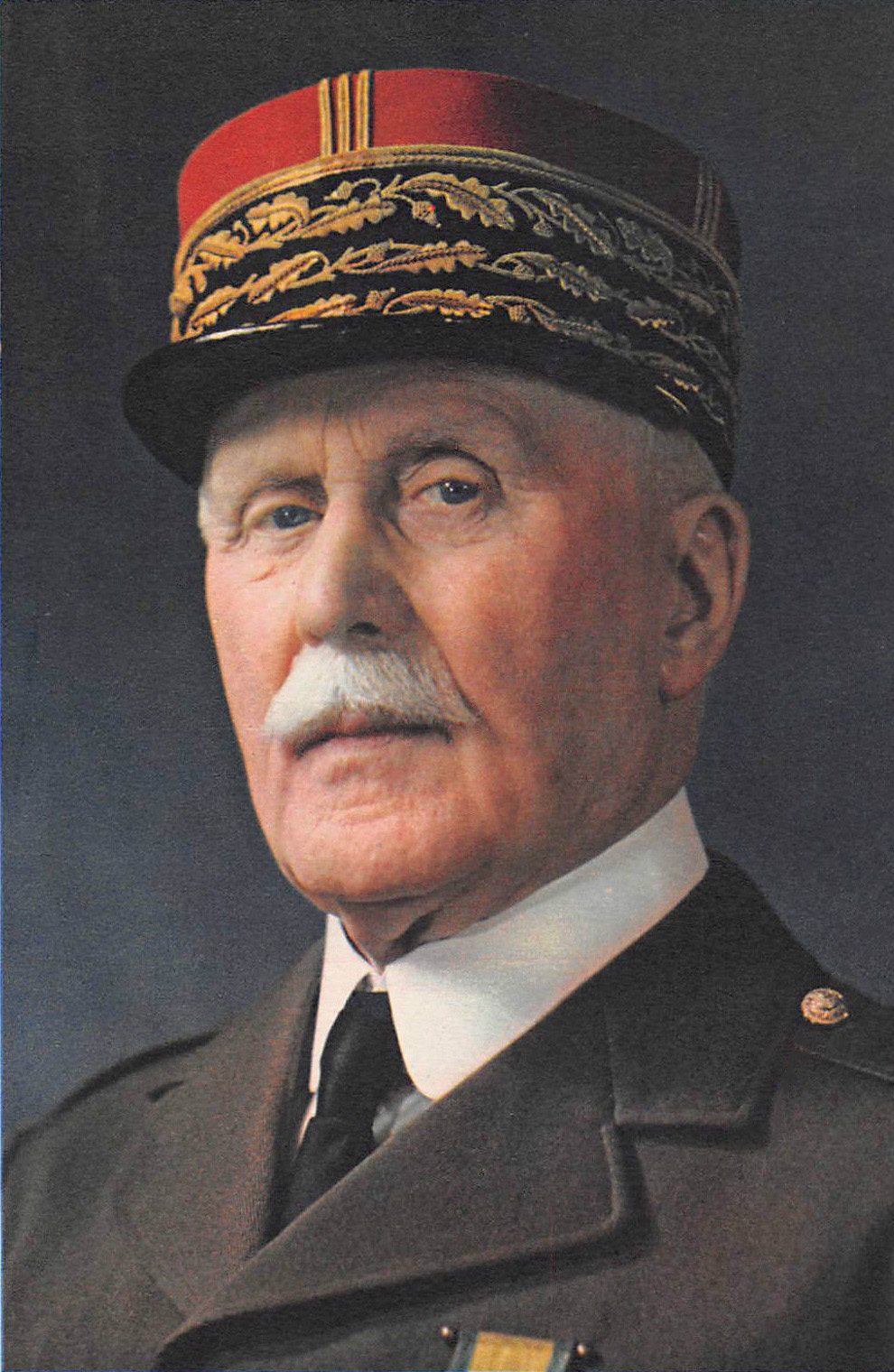
Philippe Pétain,  Franța
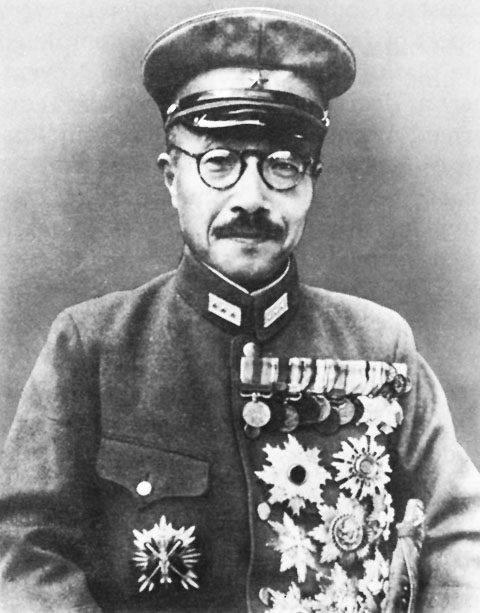
Hideki Tōjō,  Imperiul Japonez
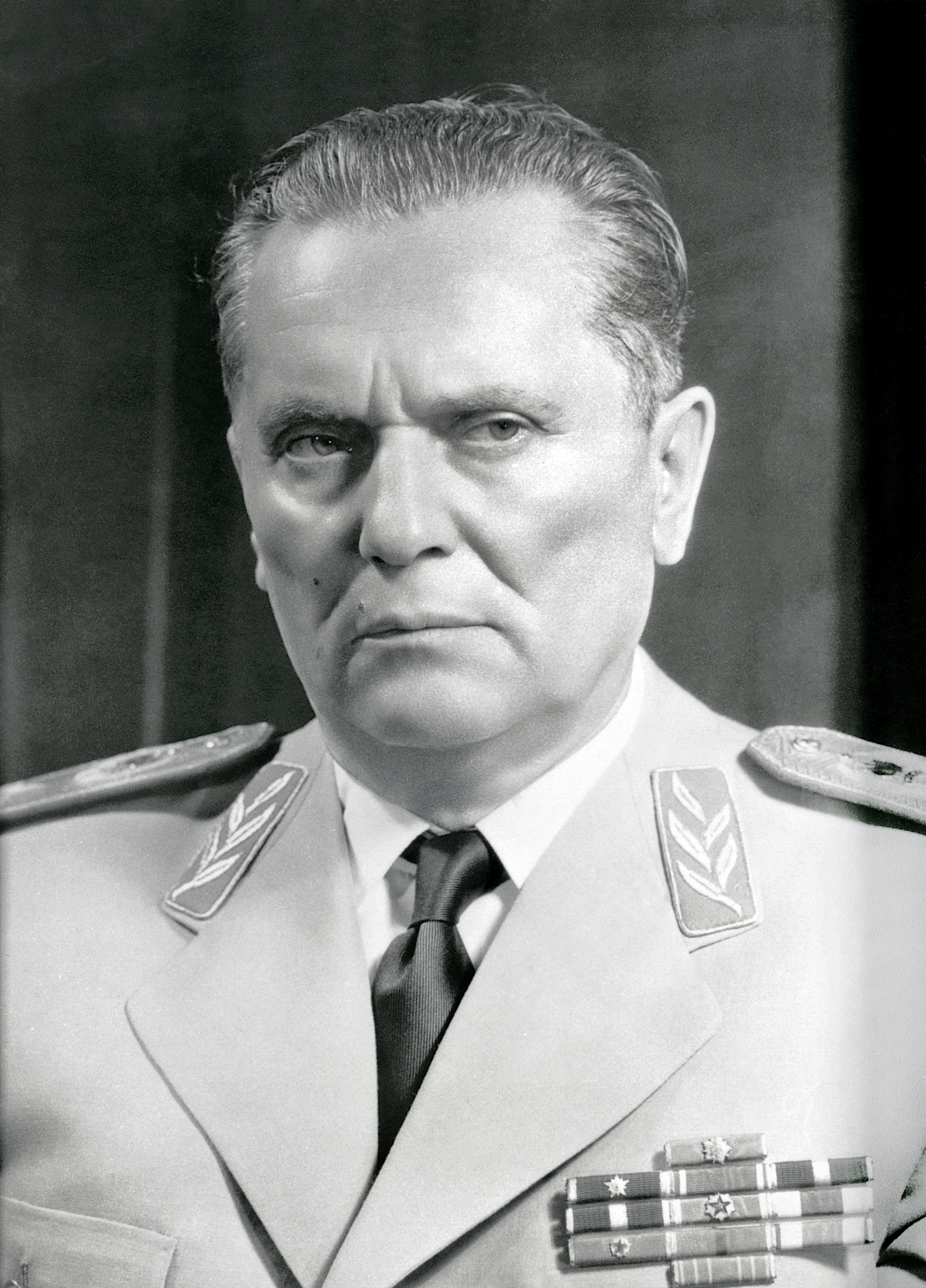
Josip Broz Tito,   Iugoslavia
Kim Il-sung,   Coreea de Nord
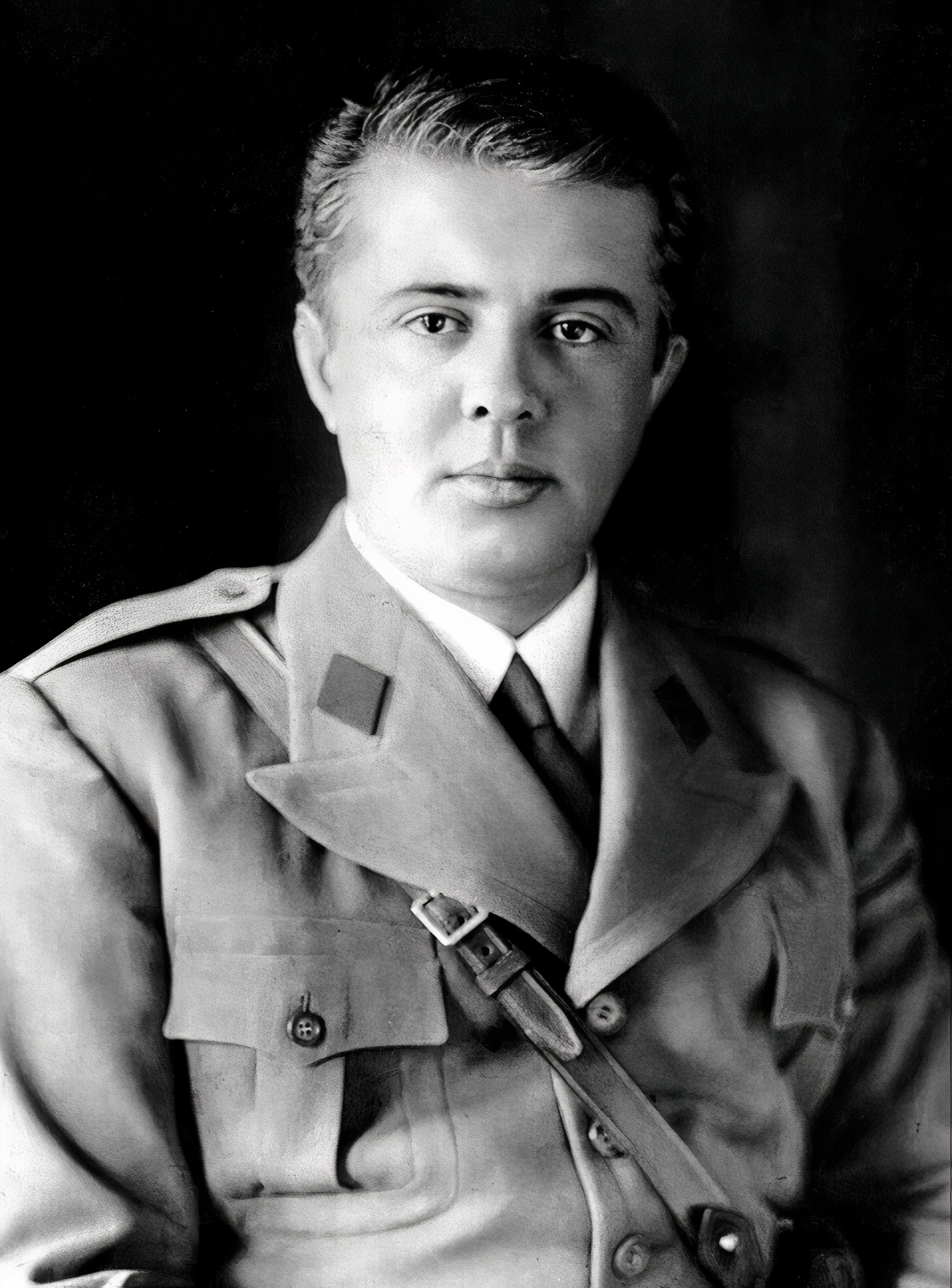
Enver Hoxha,   Albania
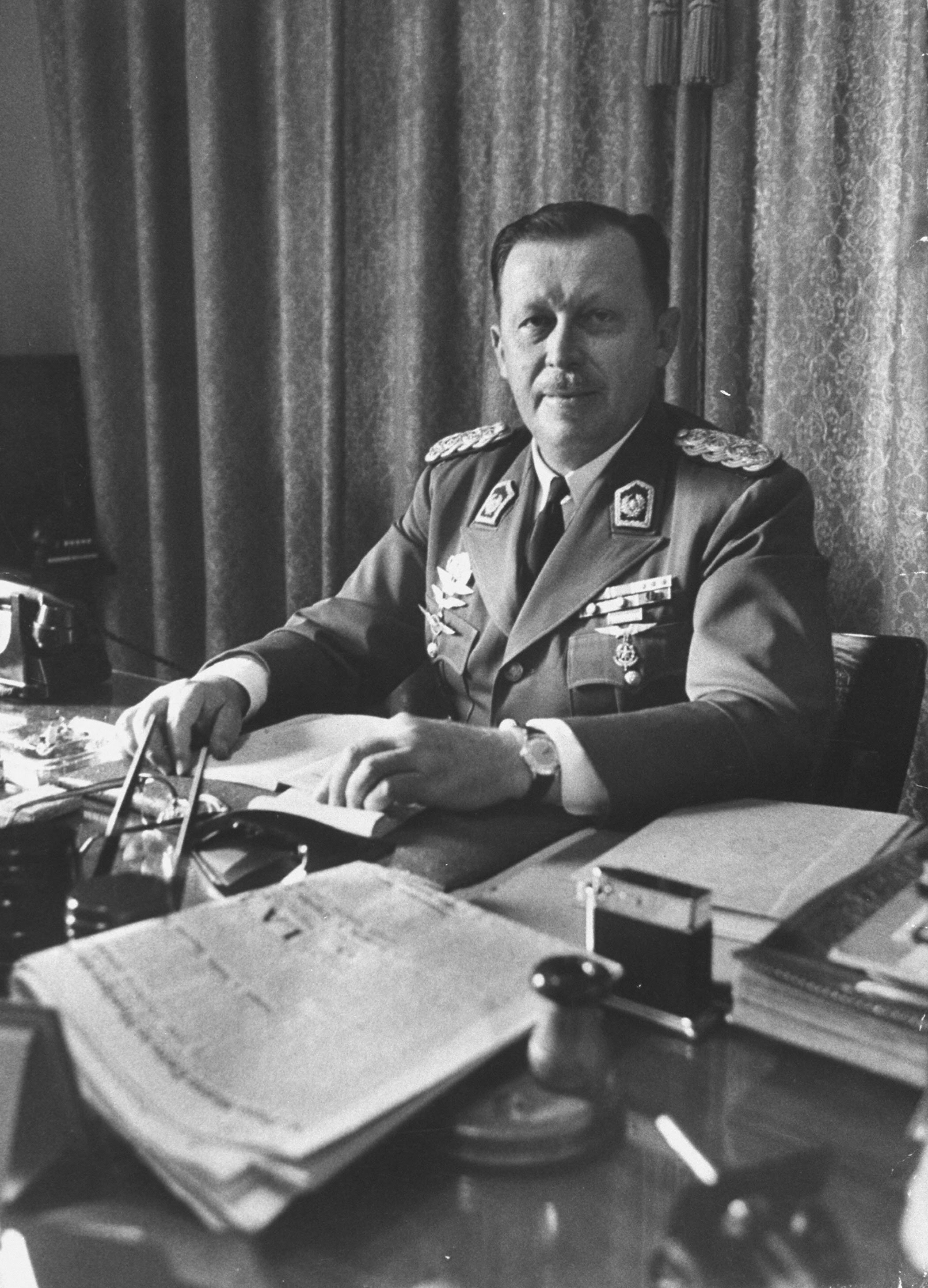
Alfredo Stroessner,   Paraguay
Fidel Castro,   Cuba
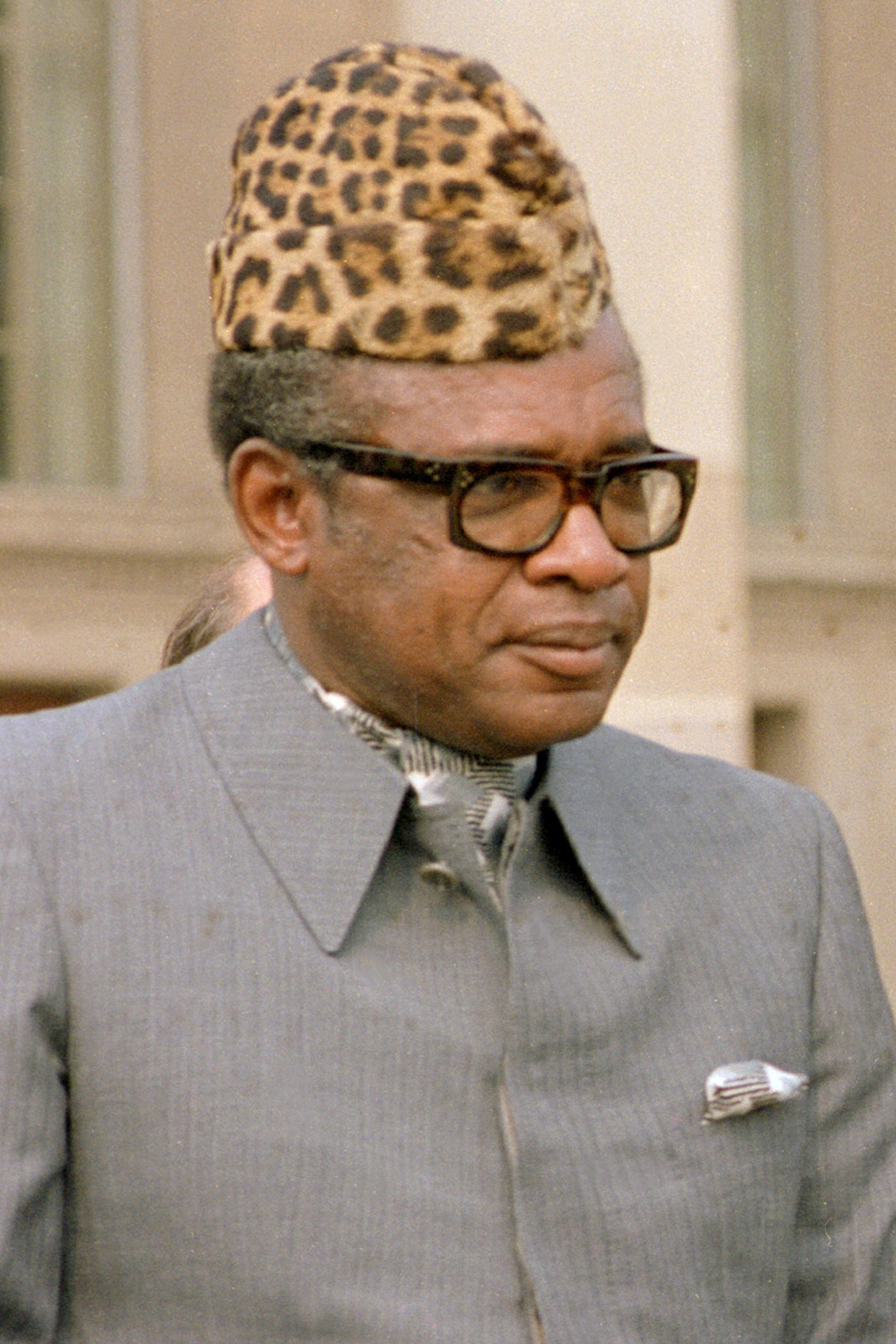
Mobutu Sese Seko,  Zair
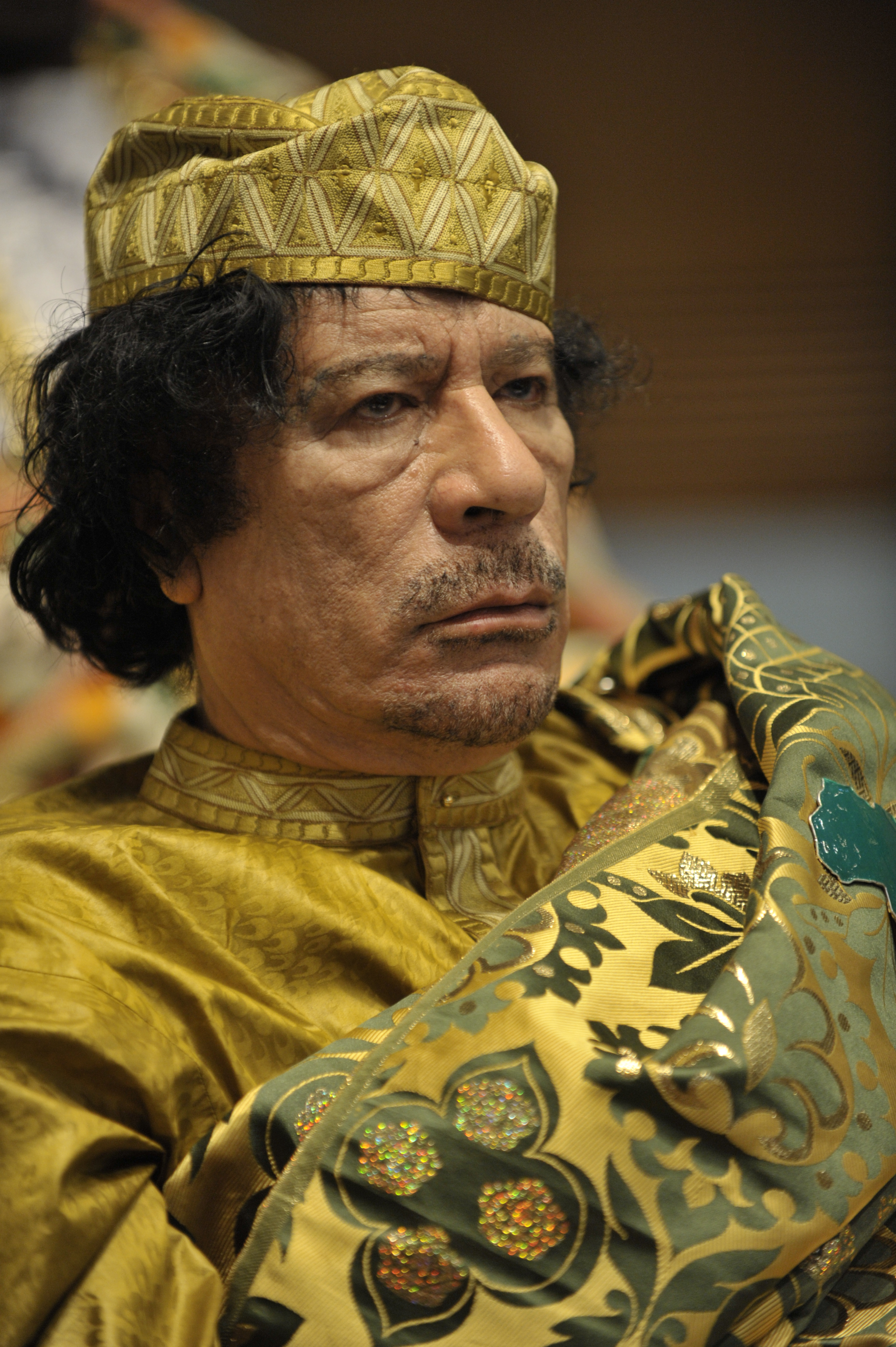
Muammar al-Gaddafi,  Libia
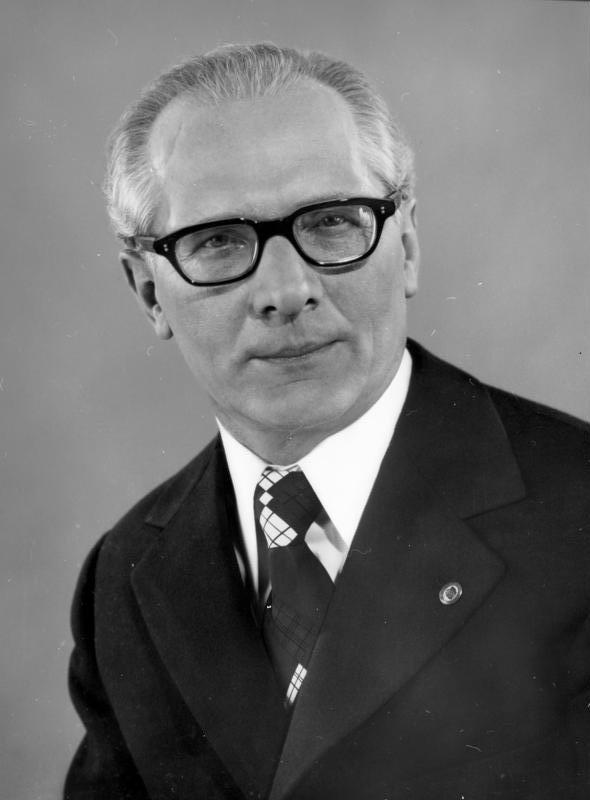
Erich Honecker,   RDG
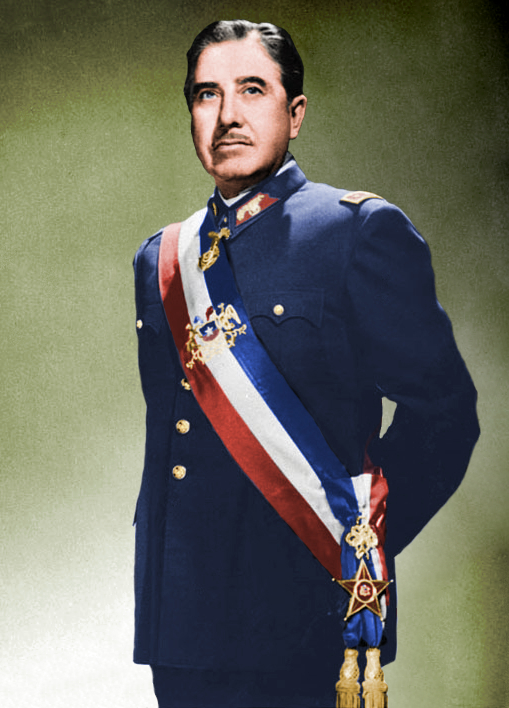
Augusto Pinochet,   Chile
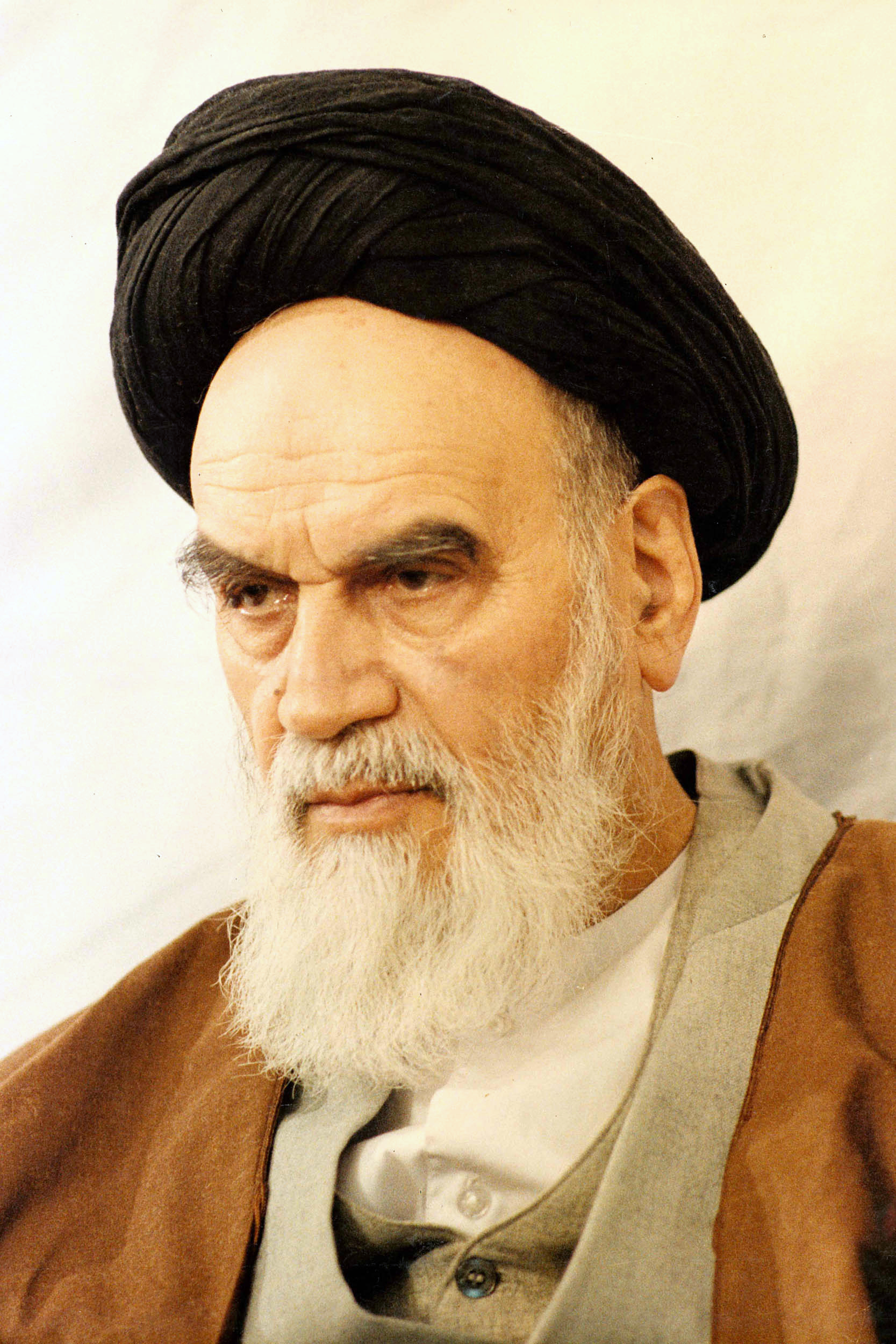
Ruhollah Khomeini,   Iran
Saddam Hussein,   Irak
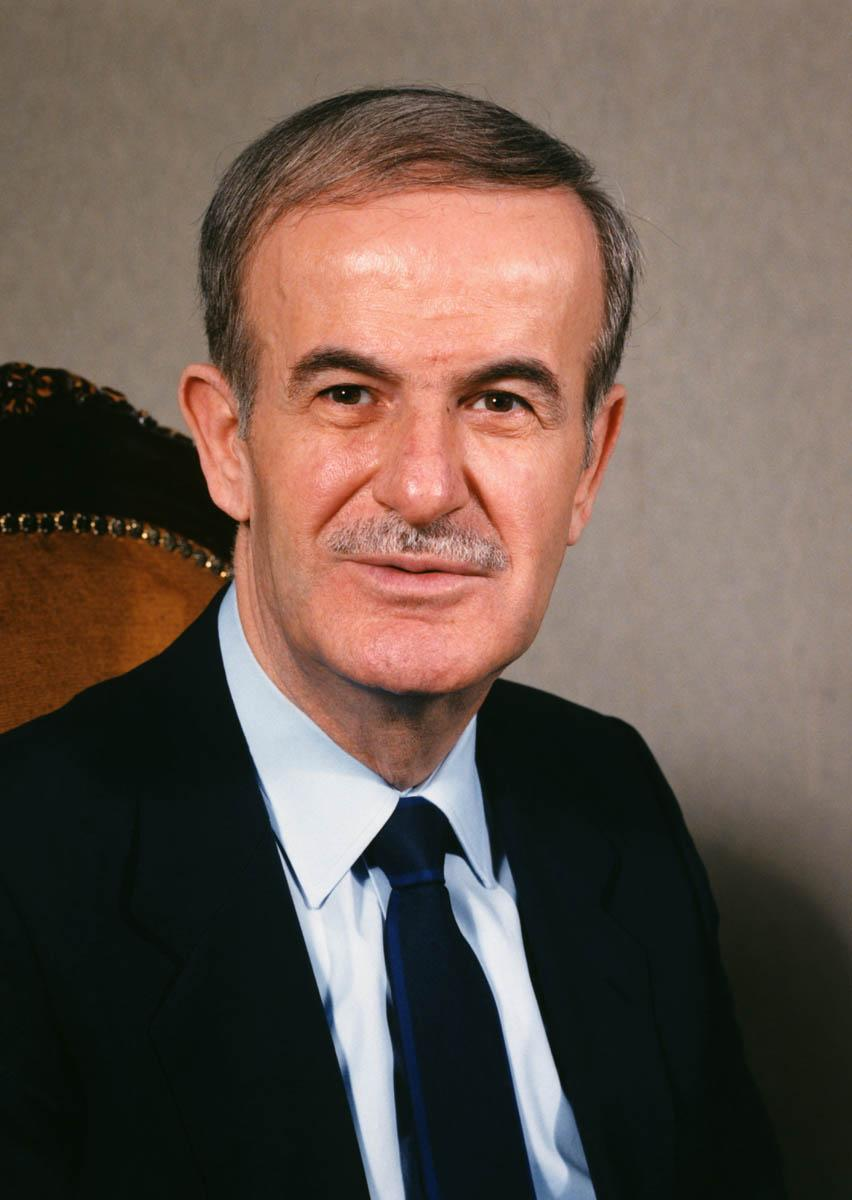
Hafez al-Assad,   Siria